# Rhinozeros (Literaturzeitschrift)
Rhinozeros war eine experimentelle Literaturzeitschrift, die zwischen 1960 und 1965 in der jungen Bundesrepublik Deutschland erschien.

## Geschichte und Herausgeber
Gegründet wurde die Zeitschrift von Klaus-Peter Dienst und Rolf-Gunter Dienst in Itzehoe. Im Eigenverlag gaben die beiden Brüder insgesamt zehn Ausgaben heraus. Die Hefte hatten ein Format von 145 × 205 mm (also annähernd DIN A5), der Heftumfang lag zwischen 24 und 36 Seiten. Rolf-Gunter Dienst redigierte die Texte und korrespondierte mit den Autoren, Klaus-Peter Dienst kalligrafierte und edierte die Texte.
Die Schreibweise variierte zwischen RHINOZeros, RhinozEROS und RhinozEros. Auf dem Cover des dritten Heftes nennen sie ihr RhinozEROS eine „jugendeigene Zeitschrift“ und im Untertitel „Kalligrammatische & logografische Literaturrevue“.

„Unser RhinozEROS versteht sich als ‚Kalligrammatische Literaturrevue‘, die graphisch-logisch von den Gebrüdern Dienst aus Itzehoe begründet und episodisch erscheinend herausgegeben wird.“

## Inhalt
Die Zeitschrift publizierte Erstveröffentlichungen von zum Teil unbekannten jungen deutschen und von international bekannten Schriftstellern. Dazu gehörten Hans Arp, Samuel Beckett, Horst Bienek, Elisabeth Borchers, William S. Burroughs, Jean Cocteau, Reinhard Döhl, Jean Dubuffet, Jean Genet, Allen Ginsberg, Peter Härtling, Katja Hajek, Raoul Hausmann, Walter Höllerer, Henry Miller, Franz Mon, Andreas Okopenko, Ezra Pound, Klaus Roehler, Peter Rühmkorf, Ror Wolf, Dieter Wellershoff, Dieter E. Zimmer u. v. a. In allen Ausgaben finden sich von Klaus-Peter Dienst gestaltete Anzeigen verschiedener Verlage und Galerien (u. a. DuMont Verlag Köln, Rowohlt Verlag Reinbek, Walter Verlag Olten). Sie dürften zur Finanzierung der Zeitschrift beigetragen haben.
Jede der zehn Ausgaben zeichnet sich durch eine „sonderliche Graphik“ aus „als Interpretation und Textkritik, indem wir buchstäblich Literatur inszenieren, ohne von amtlich-philologischen Gnaden bestellt zu sein“. Die „schriftgraphisch verriegelten und aufgeschlossenen Texte“ sollen den Leser wieder zum buchstabierenden Lesen anhalten – so die Absicht der Herausgeber.

## Wirkung
Der Name Klaus-Peter Dienst ist heute fast in Vergessenheit geraten und damit auch sein schriftgrafisches Werk. Seine weitgehend sprachautonomen Wortlandschaften in den Rhinozeros-Heften sind von der Kalligrafie ebenso weit entfernt wie von der Typografie. Es sind Sehtexte, die sich in einer Grenzgattung zwischen Kunst und Poesie ansiedeln lassen. So etwa listet der Verlag Kyklos Presse Klaus-Peter Dienst in dem schmalen hochformatigen Katalog für die Erste Literarische Pfingstmesse Frankfurt am Main 1963 in drei von fünf Abteilungen als Künstler: In den Rubriken „Bücher“, „Mappen und Kunstdrucke“ sowie „Zeitschriften“. Aber auch unter den konkreten Poeten der 1960er und 1970er Jahre kannte man Klaus-Peter Dienst. Seine schriftgrafischen Blätter und Bücher tauchen in Katalogen im Umfeld der konkreten und visuellen Poesie jener Jahre auf. Die Wertschätzung, die man ihm und seiner Arbeit entgegenbrachte, offenbart sich in Veröffentlichungen wie movens (1960), das kunstwerk (1963), Schrift und Bild (1963), phänomen kunst (1967), Buchstabenbilder und Bildalphabete (1970) oder posthum in Text als Figur (1987) und buchstäblich wörtlich wörtlich buchstäblich (1987).

## Publikationen
- Klaus-Peter Dienst, Rolf-Gunter Dienst (Hrsg.): Rhinozeros, Nr. 1 (Itzehoe 1960) bis Nr. 10 (Berlin 1965), Rhinozeros Archive
- Holger Jacobs, Victor Malsy (Hrsg.): Klaus-Peter Dienst. Kalligrammatische Typografie und poetische Textbilder, Düsseldorf 2019, ISBN 978-3-941334-44-1